# Арсенал (Царское Село)
Арсена́л — парковый павильон, построенный в 1819—1834 годах по проекту и под надзором архитекторов Адама Менеласа и Александра Тона, один из первых российских музеев (императорский музей оружия). Строение в «готическом» стиле, увенчанное зубчатыми башнями, находится в центре Александровского парка Царского Села, пригорода Санкт-Петербурга.
Само название здания — арсенал — говорит о его функции: павильон использовался для хранения и показа коллекции средневекового, европейского и восточного оружия Николая I, которую император начал собирать ещё будучи великим князем.

## История участка
До строительства Арсенала на этом месте находился «Монбижу» (с фр. — «моя драгоценность») — охотничий павильон, построенный в середине XVIII века по проекту архитектора Франческо Растрелли по заказу императрицы Елизаветы Петровны. Причудливое барочное здание с затейливой отделкой, зигзагообразными лестницами и высоким куполом, увенчанным луковкой с фигурой трубящей «Славы», возвышалось в центре Зверинца, устроенного в Царском Селе для охоты ещё в начале XVIII века и в середине столетия обнесённого каменной стеной с бастионами по углам.

## Строительство
После возведения в конце XVIII века Александровского дворца, местность вокруг него стала подвергаться изменениям: был распланирован Александровский парк, на месте бастионов Зверинца возникли Белая башня (1821—1826) и Шапель (1825—1828). Архитектурный шедевр Монбижу, обветшавший к началу XIX века, подвергся полной перестройке. На смену барочной причудливости пришли простые строгие линии: автор проекта, Адам Менелас, задумал новое парковое строение в виде английского готического замка с элементами романского стиля.
Скончавшись в августе 1831 года, Менелас не довёл строительство до конца. В 1832 году проект перешёл под руководство архитектора Александра Тона, который его и завершил в 1834 году.
Внутри Арсенал был украшен в готическом вкусе. В высокие окна, дополненные пышными деревянными наличниками, были вставлены драгоценные витражи XV—XVII веков работы немецких и швейцарских мастеров.
Внутреннее пространство включало в себя на 1-м этаже — парадную лестницу, прихожую, столовую, кабинет, комнату императрицы, библиотеку, картинную и албанскую комнату. На 2-м этаже — три угловых комнаты (турецкая, индо-персидская, индо-мусульманская) и по центру здания — восьмиугольный Зал рыцарей, в центре которого был установлен круглый стол.

## Оружейная коллекция
До 1827 года коллекция Николая I хранилась в Аничковом дворце в Санкт-Петербурге, затем она была перевезена в Царское Село и в течение нескольких лет находилась в Парадной столовой Александровского дворца — большом двусветном зале, замыкавшем анфиладу (в 1843 году архитектор Карл Росси сделал перекрытие между 1-м и 2-м этажами для создания фрейлинских комнат). В 1834 году, после окончания строительства здания, для неё предназначенного, коллекция была перемещена в Арсенал.
Экспонаты размещались на 1-м и 2-м этажах в центральных залах и в боковых помещениях. В прихожей, создавая иллюзию караула, стояли манекены в доспехах. В Албанской комнате была представлена восточная коллекция, в которую входили работы японских, китайских, персидских и турецких мастеров, в кабинете находились испанские, итальянские и немецкие шпаги, в соседних комнатах — огнестрельное оружие. На втором этаже в центральном Зале рыцарей были выставлены рыцарские доспехи: манекены, предназначенные для их демонстрации, восседали на «чучелах коней», экипированных для боя и установленных на высоких пьедесталах.
Коллекция, насчитывавшая более пяти тысяч предметов, неоднократно пополнялась изделиями знаменитых мастеров и лучших европейских оружейных мастерских. Однако в 1885 году внук Николая I император Александр III решил передать собрание в Императорский Эрмитаж (в настоящее время несколько экспонатов выставлено в Рыцарском зале). В Арсенале же была оставлена неиспользуемая фарфоровая и стеклянная посуда, а также коллекция небольших конных моделей офицеров и нижних чинов, демонстрирующая образцы форм русских полков времен Николая I (скульптор В. Газенбергер). Должности смотрителя и служителей были упразднены.

## Восстановление
Во время Великой Отечественной войны Арсенал был значительно поврежден. К началу XXI века здание пришло в аварийное состояние. В 2012 году началась реставрация, первый этап которой включал в себя установку лесов, зашивание дверных и оконных проёмов, укрепление свода и восстановление кирпичной кладки. Подлинные кирпичи из разрушившейся кладки при реставрации не были использованы (по крайнем мере частично), и вывезены на свалку. Их место заняли новые, искусственно состаренные кирпичи по размеру исторических. Декоративная расшивка (обработка) швов белым гипсом на фасадах здания в местах утрат не воссоздавалась, её место занял серый кладочный раствор. В интерьерах сохранившиеся лепные украшения выделены тёмным цветом и отличаются от воссозданных, выкрашенных в белый цвет. Тем самым подлинные детали памятника визуально отделены от «новодельных». На фасаде и в интерьерах здания фрагментарно раскрыты первоначальные кирпичные и каменные конструкции XVIII века, сохранившиеся от павильона Монбижу. В августе 2016 г. в отреставрированном павильоне была открыта постоянная экспозиция «Царскосельский Арсенал. Императорская коллекция оружия». В музее выставлены мемориальные вещи российских императоров и часть коллекции оружия, сохранившаяся в фондах музея-заповедника «Царское Село».